# Scraptia alutacea
Scraptia alutacea là một loài bọ cánh cứng trong họ Scraptiidae. Loài này được Reitter miêu tả khoa học năm 1889.